# WT1
WT1 (англ. Wilms tumor 1) – білок, який кодується однойменним геном, розташованим у людей на короткому плечі 11-ї хромосоми. Довжина поліпептидного ланцюга білка становить 449 амінокислот, а молекулярна маса — 49 188.
| 10         |  | 20         |  | 30         |  | 40         |  | 50         |
| ---------- |  | ---------- |  | ---------- |  | ---------- |  | ---------- |
| MGSDVRDLNA |  | LLPAVPSLGG |  | GGGCALPVSG |  | AAQWAPVLDF |  | APPGASAYGS |
| LGGPAPPPAP |  | PPPPPPPPHS |  | FIKQEPSWGG |  | AEPHEEQCLS |  | AFTVHFSGQF |
| TGTAGACRYG |  | PFGPPPPSQA |  | SSGQARMFPN |  | APYLPSCLES |  | QPAIRNQGYS |
| TVTFDGTPSY |  | GHTPSHHAAQ |  | FPNHSFKHED |  | PMGQQGSLGE |  | QQYSVPPPVY |
| GCHTPTDSCT |  | GSQALLLRTP |  | YSSDNLYQMT |  | SQLECMTWNQ |  | MNLGATLKGV |
| AAGSSSSVKW |  | TEGQSNHSTG |  | YESDNHTTPI |  | LCGAQYRIHT |  | HGVFRGIQDV |
| RRVPGVAPTL |  | VRSASETSEK |  | RPFMCAYPGC |  | NKRYFKLSHL |  | QMHSRKHTGE |
| KPYQCDFKDC |  | ERRFSRSDQL |  | KRHQRRHTGV |  | KPFQCKTCQR |  | KFSRSDHLKT |
| HTRTHTGKTS |  | EKPFSCRWPS |  | CQKKFARSDE |  | LVRHHNMHQR |  | NMTKLQLAL  |

A: Аланін

C: Цистеїн

D: Аспарагінова кислота

E: Глутамінова кислота

F: Фенілаланін

G: Гліцин

H: Гістидин

I: Ізолейцин

K: Лізин

L: Лейцин

M: Метіонін

N: Аспарагін

P: Пролін

Q: Глутамін

R: Аргінін

S: Серин

T: Треонін

V: Валін

W: Триптофан

Задіяний у таких біологічних процесах, як транскрипція, регуляція транскрипції, альтернативний сплайсинг. 
Білок має сайт для зв'язування з іонами металів, іоном цинку, ДНК, РНК. 
Локалізований у цитоплазмі, ядрі.